# Nucleo subtalamico
Il nucleo subtalamico, detto anche corpo di Luys, si trova nel diencefalo.
È considerato essere parte integrante dei Circuiti della Base, in particolare della via indiretta.
È in contatto con la capsula interna (ovvero quella parte di sostanza bianca del diencefalo in cui passano le vie sensitive e motorie).
È costituito da interneuroni GABAergici, inibitori, e da neuroni di proiezione, eccitatori.
Riceve afferenze dalla corteccia cerebrale, del GPe, e substantia nigra.
Proietta al GPi, Putamen, Nucleo Caudato.
La sua lesione dà origine ad una sindrome chiamata emiballismo che consiste in bruschi movimenti alla radice degli arti (in particolare l'arto superiore) che viene proiettato di lato.
Le sue proiezioni sono dirette per la maggior parte al globo pallido mediale (interno), ed alcune al globo pallido laterale (esterno).
Le prime registrazioni elettriche intracellulari dei neuroni subtalamici sono state eseguite utilizzando elettrodi affilati in una preparazione di fetta di ratto.  In queste registrazioni sono state fatte tre osservazioni chiave, tutte e tre le quali hanno dominato i rapporti successivi sulle proprietà di attività di neuroni subtalamici. La prima osservazione è stata che, in assenza di iniezione corrente o stimolazione sinaptica, la maggior parte delle cellule si attivava spontaneamente. La seconda osservazione è che queste cellule sono in grado di sparare transitoriamente a frequenze molto alte. La terza osservazione riguarda i comportamenti non lineari quando le cellule sono transitoriamente depolarizzate dopo essere state iperpolarizzate al di sotto di –65mV. Sono quindi in grado di attivare correnti di calcio e sodio voltaggio-dipendenti per generare esplosioni di potenziali d'azione.
Diversi studi recenti si sono concentrati sulla capacità di pacemaking autonomo dei neuroni subtalamici. Queste cellule sono spesso chiamate "pacemaker a picchi rapidi",  poiché possono generare potenziali d'azione spontanei a velocità comprese tra 80 e 90 Hz nei primati.
È probabile che l'attività oscillatoria e sincrona   sia un tipico pattern di scarica nei neuroni subtalamici registrato da pazienti e modelli animali caratterizzati dalla perdita di cellule dopaminergiche nella substantia nigra pars compacta, che è la principale patologia alla base della malattia di Parkinson.